# Wrong Impression
"Wrong Impression" foi o segundo single tirado do álbum White Lilies Island da cantora australiana Natalie Imbruglia.
Nos Estados Unidos, esta foi a primeira música de trabalho do disco, lançado em março de 2002. A faixa também fez parte da trilha sonora do filme norte-americano Mr. Deeds.

## Videoclipe
O videoclipe da música foi gravado na Califórnia no final de 2001, dirigido por Francis Lawrance. Nele, a cantora aparece extremamente feliz, em cenas que variam entre uma praia ensolarada, um gramado verdejante e Natalie pedalando em uma bicicleta.

## CD Single
- Promocional

1. "Wrong Impression"
2. "Wrong Impression" (Radio Edit)

- Europa

1. "Wrong Impression" (Radio Edit)
2. "Always Never"

- Reino Unido

1. "Wrong Impression" (Radio Edit)
2. "Always Never"
3. "Hide Behind the Sun"

Inclui videoclipe em CD-ROM

## Paradas musicais
O single atingiu o Top 10 das paradas musicais no Reino Unido e na Nova Zelândia na semana de seu lançamento. Nos Estados Unidos, o single entrou tanto no Billboard Hot 100 quanto no Adult Contemporary (parada musical). 
No Brasil, a canção teve considerável rotação nas rádios, chegando a figurar no Top 100 das mais executadas.
| Parada semanal (2002)                         | Posição |
| --------------------------------------------- | ------- |
| Austrália (ARIA)                              | 33      |
| Bélgica (Ultratip Bubbling Under de Flandres) | 2       |
| Bélgica (Ultratip Bubbling Under da Valônia)  | 4       |
| França (SNEP)                                 | 90      |
| Irlanda (IRMA)                                | 37      |
| Itália (FIMI)                                 | 25      |
| Nova Zelândia (Recorded Music NZ)             | 10      |
| Países Baixos (Single Top 100)                | 83      |
| Romênia (Romanian Top 100)                    | 17      |
| Suíça (Schweizer Hitparade)                   | 41      |
| Reino Unido (UK Singles Chart)                | 10      |
| Reino Unido (UK Airplay Chart)                | 2       |
| Estados Unidos (Adult Contemporary)           | 30      |
| Estados Unidos (Adult Top 40)                 | 7       |
| Estados Unidos (Billboard Hot 100)            | 64      |
| Estados Unidos (Mainstream Top 40)            | 27      |